# Heptàgon

Heptàgon regular

En geometria, un heptàgon és un polígon amb set costats i set angles. La suma dels seus angles interns és igual a 900º. En un heptàgon regular, tots els costats i angles del qual són iguals, els costats s'uneixen formant un angle de 900º/7 ≈ 128° 36′. L'etimologia del nom prové del grec hepta- (set) i gonia (angles).
El seu símbol de Schläfli es {7}.

## Heptàgon regular
És el polígon regular més petit que no es pot construir amb regle i compàs.
El perímetre d'un heptàgon regular de costat {\displaystyle a} és
{\displaystyle P=7\cdot a}
O bé, en funció de l'apotema ({\displaystyle a_{p}}),
{\displaystyle P=14\cdot a_{p}\cdot {\frac {\sin(\pi /7)}{\sin(5\pi /14)}}}
L'àrea d'un heptàgon regular de costat {\displaystyle a} i apotema {\displaystyle a_{p}} és
{\displaystyle A={\frac {7\cdot a\cdot a_{p}}{2}}={\frac {P\cdot a_{p}}{2}}}
O bé, en funció del costat {\displaystyle a},
{\displaystyle A={\frac {7}{4}}\cdot a^{2}\cdot {\frac {\sin(5\pi /14)}{\sin(\pi /7)}}\simeq 3,6339\ a^{2}}
I en funció de l'apotema,
{\displaystyle A=7\cdot a_{p}^{2}\cdot {\frac {\sin(\pi /7)}{\sin(5\pi /14)}}}